# Château de Rorthey
Le château de Rorthey est un château de la commune de Sionne au nord-ouest du département des Vosges en région Grand Est.

## Histoire
Le château de Rorthey est situé entre les villages de Sionne et Midrevaux sur un éperon avancé de 350 mètres d'altitude dominant la vallée de Rorthey de 50 mètres. Possession de l'évêché de Toul, les évêques Bertholde et Hermann construisent une maison-forte dès le début du XIe siècle. Hermann de Toul combat les seigneurs laïcs qui essaient de spolier les biens de l’Église. Pour la maison-forte de Rorthey, il doit néanmoins composer avec Étienne de Vaux, seigneur de Joinville, en lui donnant l'investiture de celle-ci. 
À partir de 1057, des chevaliers vassaux de l'évêque de Toul prennent le nom de Rorthey, puis le fief passe aux seigneurs de Brixey.
Au XIIIe siècle, le nouveau propriétaire Joffroy de Bourlémont reconstruit l'ensemble, en château-fort, pour être un avant-poste de défense de son propre château de Bourlémont, comme l'est également le château de l'Isle à Domrémy-la-Pucelle (aujourd'hui disparu). Il suit les critères défensifs de l'époque à savoir de hautes murailles de sept mètres, un donjon, des tours à poivrière, un logis seigneurial, et une porte avec bretèche, machicoulis et herse. 
Le château passe ensuite par mariage à plusieurs familles : les Bauffremont au XIVe siècle, les seigneurs de Manonville et de Beauvau aux XVe et XVIe siècles. 
À la fin du XVIe siècle, le propriétaire est René II de Beauvau, baron de Rorthey, sénéchal du Barrois et chevalier de l'Ordre du roi. Son épouse Guillemette des Salles, fille du seigneur de Gombervaux Jean des Salles, a été élevée dans la foi protestante calviniste. Cette dernière donne logiquement asile aux protestants de la région lors des Guerres de religion, ce qui provoque le siège et la prise du château par les troupes de la Ligue catholique de Charles III de Lorraine. Guillemette des Salles est chassée de son château et n'en obtiendra la restitution qu'après sa soumission au duc de Lorraine le 15 juillet 1592.
Le 18 novembre 1604, la baronnie de Rorthey est mise en vente par les créanciers et c'est Henri des Salles, comte de Coussey, qui s'en porte acquéreur par adjudication pour 9333 livres tournois 6 sous et huit deniers. Il doit également payer annuellement 1000 livres de douaire à sa tante Guillemette des Salles, veuve de René II de Beauvau,. En 1637, il sert de refuge aux moines prémontrés de l'abbaye Notre-Dame de Mureau, distante de cinq kilomètres, qui fuient une bande de pillards croates pendant la Guerre de Trente Ans.
À la Révolution française, il est acheté par plusieurs maîtres de forges et retrouve le domaine de Bourlémont en 1862 après en avoir été séparé pendant plus de cinq siècles. En effet, le marquis Simon-Gérard d'Alsace-Hénin-Liétard (1832-†1891), seigneur de Bourlémont s'en porte acquéreur pour 170 000 francs.
Devenu aujourd'hui une ferme, le château conserve beaucoup d'éléments de fortification féodale. Il ne fait l'objet jusqu'à ce jour d'aucune inscription ou classement au titre des monuments historiques.

## Description
L'ensemble architectural conserve le caractère harmonieux et puissant voulu par Joffroy de Bourlémont au XIIIe siècle. Les trois remparts élevés du château forment un triangle entouré de quatre tours dont trois à chacun de ses sommets. L'enceinte triangulaire épouse le rebord naturel des talus sud et nord-ouest. Sur le côté nord-est, un fossé long de 50 m et large de 15 m a été creusé dans le substrat calcaire pour l’isoler. 

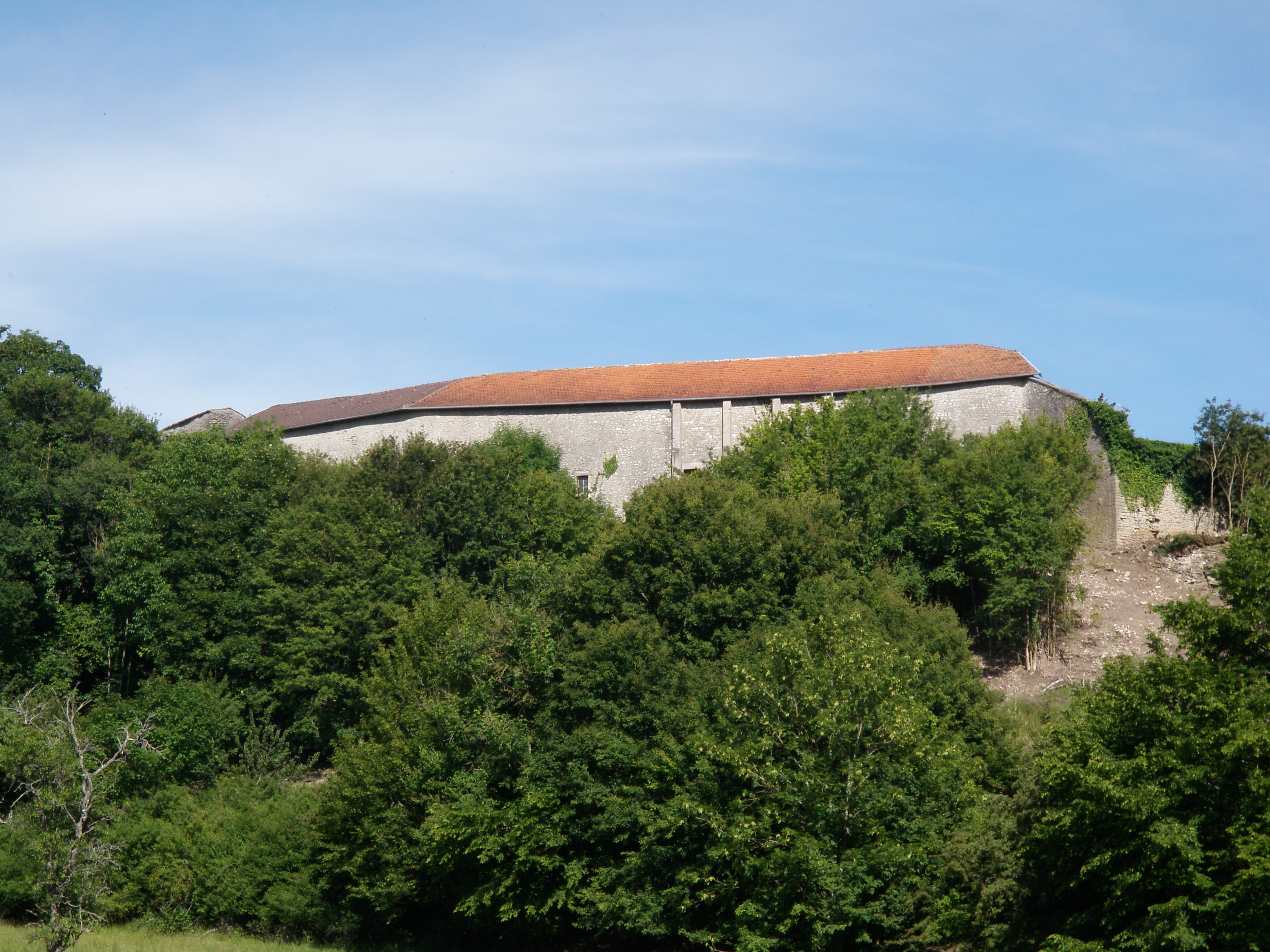
Rempart nord-ouest du château de Rorthey.

Sur le rempart nord-est, long de 60 mètres, se situent trois tours rondes : la tour nord, 8 m de diamètre, équipée d’archères pour contrôler le chemin d’accès (XIIIe siècle), la puissante tour centrale avec un rez-de-chaussée voûté muni de latrines (XVe – XVIe siècles, 11 m de diamètre, 4 m d'épaisseur) et la tour sud-est (XIIIe – XIVe siècles, fortement remaniée au XVIIIe siècle pour la rendre habitable). On y trouve également le début du logis seigneurial avec la chapelle gothique (XIIIe siècle) à deux travées qui a perdu ses voûtes et son chœur.
Sur le rempart sud, long de 80 mètres, sont construits les bâtiments principaux du logis seigneurial qui a été fortement remanié au XVIe siècle avec une tour d'escalier, des cheminées et des baies renaissance. La partie ouest de ce logis a aujourd'hui disparu, on peut encore y voir les fondations de la tour carrée sud-ouest sur lesquelles repose une plate-forme de 10 m sur 10 avec son puits.
Sur le rempart nord-ouest, long de 90 mètres, sont adossés les bâtiments des écuries et des granges (45 m sur 10), ainsi que la porte d'entrée (XIIIe siècle) du domaine. Située au nord, cette porte à double battant, large de 3 m, possède un grand arc ogival ; elle a perdu sa herse mais conserve les gonds qui laissent supposer la lourdeur des vantaux.

## Propriétaires

### Maison de Bourlémont
- Joffroy de Bourlémont (vers 1210- †1268) -  Il épouse Sibylle de Saulxures (vers 1215- †1275) 
  - Pierre III de Bourlémont (vers 1255- †?) -  Il épouse Jeanne de Choiseul (vers 1255- †?) 
    - Jean Ier de Bourlémont (vers 1285- †15 novembre 1337) -  Il épouse en 1325, Isabelle-Jeanne de Grancey (vers 1295- †1357) 
      - Isabelle de Bourlémont -  Elle épouse Liébaud V de Bauffremont (v.1300-†1378)

### Maison deBauffremont
Le château passe à la maison de Bauffremont par le mariage d'Isabelle de Bourlémont avec Liébaut V de Bauffremont
- Liébaud V de Bauffremont (v.1300-†1378) -  Il épouse Isabelle de Bourlémont
  - Philibert de Bauffremont (v.1340-†avant 1408) -  Il épouse Ne d'Epinal
    - Isabelle de Bauffremont -  Elle épouse Perrin de Manonville (avant 1382-†avant 1414)

### Maison de Manonville
Le château passe à la famille de Manonville par le mariage d'Isabelle de Beauffremont avec Perrin de Manonville.
- Perrin de Manonville (avant 1382-†avant 1414) -  Il épouse Isabelle de Beauffremont
  - Jean de Manonville (1400-†1432) -  Il épouse Aléarde de Chambley (†1450)
    - Jeanne de Manonville -  Elle épouse Jean IV de Beauvau (1421-†1468)

### Maison deBeauvau
Le château passe à la famille de Beauvau avec le mariage de Jeanne de Manonville et Jean IV de Beauvau.
- Jean IV de Beauvau (1421-†1468) -  Il épouse Jeanne de Manonville
  - Pierre II de Beauvau (†1521) -  Il épouse en 1474, Marguerite de Montberon
    - René de Beauvau (†2 septembre 1550) -  Il épouse Claude de Baudoche (†1550)
      - Alof de Beauvau (†1531) -  Il épouse Madeleine de Toignel d'Espence (†1513)
        - René II de Beauvau -  Il épouse Guillemette des Salles (†1607)
          - René III de Beauvau

### Maison des Salles (1604-1789)
Henri des Salles achète le château à sa tante Guillemette des Salles en 1604.
- Henri des Salles (†1640) -  Il épouse le 20 novembre 1595 Élisabeth de Mérode (1568-†1623) 
  - Claude des Salles (†mai 1648) -  Il épouse le 16 janvier 1618 Anne Chevalier de Malpierre (1599-†13 mai 1685) 
    - François des Salles (†16 mars 1688) -  Il épouse le 15 mars 1639 Marie d'Aucy (†1707) 
      - Claude-Gustave-Chrétien des Salles -  Il épouse le 1er juin 1676 Huguette de Vallerot 
      - François II des Salles -  Il épouse le 10 juillet 1703 Catherine-Louise de Ficquelmont